# Santiago de Veraguas
Santiago de Veraguas város Panamában, Panamavárostól köztúton kb. 260 km-re délnyugatra. Veraguas tartomány székhelye. Lakossága kb. 90 ezer fő.
Kereskedelmi, mezőgazdasági központ.
Régi, gyarmati kori település, büszkesége az 1727-ben elkészült, barokk stílusú San Francisco-templom. (Az innen délkeletre fekvő, közeli Atalaya faluban még régebbi, 1620-ból származó templom látható.)

## Turizmus
A városban több hotel, panzió működik, összesen mintegy 2000 szobával.
A turisták által gyakran látogatott hely az Escuela Normal de Santiago (iskola), amely nyitva áll a látogatók előtt. A tartományban más 
turisztikai helyszínek a Playa Santa Catalina, Puerto Mutis, a San Francisco-hegy és a La Yeguada erdőrezervátum.

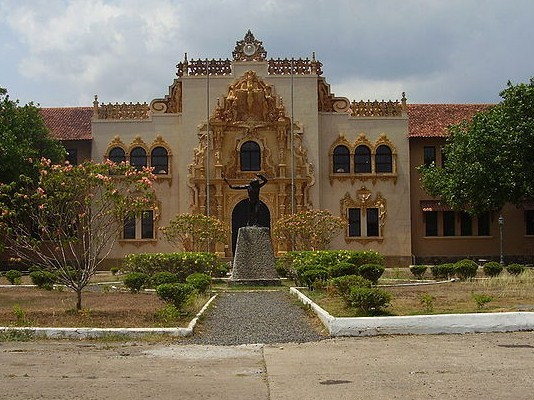
Escuela Normal de Santiago

## Fordítás
- Ez a szócikk részben vagy egészben  a   Santiago de Veraguas című spanyol Wikipédia-szócikk fordításán alapul.  Az eredeti cikk szerkesztőit annak laptörténete sorolja fel. Ez a jelzés csupán a megfogalmazás eredetét és a szerzői jogokat jelzi, nem szolgál a cikkben szereplő információk forrásmegjelöléseként.